# Gruta dos Vimes
A Gruta dos Vimes é uma gruta portuguesa localizada na ilha do Pico, arquipélago dos Açores.

## Espécies observáveis
- Trechus montanheirorum Coleoptera Carabidae